# Campionat del món de ciclisme en pista de 1937
El Campionat Mundial de Ciclisme en Pista de 1937 es va celebrar a Copenhaguen (Dinamarca) del 21 al 29 d'agost de 1937.
Les competicions es van celebrar al Velòdrom d'Ordrup a la perifèria de Copenhaguen. En total es va competir en 3 disciplines, 2 de professionals i 1 d'amateurs.

## Resultats

### Professional
| Prova                | Or                            | Argent                         | Bronze                        |
| Velocitat individual | Jef Scherens · Bèlgica        | Arie van Vliet · Països Baixos | Albert Richter · Tercer Reich |
| Darrere moto         | Walter Lohmann · Tercer Reich | Ernest Terreau · França        | Adolf Schön · Tercer Reich    |

### Amateur
| Prova                | Or                                   | Argent                  | Bronze                       |
| Velocitat individual | Johan van Der Vijver · Països Baixos | Pierre Georget · França | Hendrik Ooms · Països Baixos |

## Medaller
| Pos. | País          | Or | Plata | Bronze | Total |
| 1    | Països Baixos | 1  | 1     | 1      | 3     |
| 2    | Tercer Reich  | 1  | 0     | 2      | 3     |
| 3    | Bèlgica       | 1  | 0     | 0      | 1     |
| 4    | França        | 0  | 2     | 0      | 2     |